# HMS 아진코트
HMS 아쟁쿠르는 본디 브라질의 전함으로 발주된 Rio de Janeiro 라는 함이었으나, 나중에 오스만 튀르크 제국이 이를 사들이기로 하고 Sultan Osman I 라는 함명을 새로이 가지고 건조를 계속하였다. 그러나 제 1차 세계대전이 일어나자 영국해군의 처칠 장관은 오스만 튀르크 제국이 발주한 이 함과 Reshadiye 라는 함을 빼앗아 배를 인수하기 위해 온 오스만 해군 사절단을 쫓아내고 이 함에는 HMS 아진코트, Reshadiye에는 HMS 에린이라는 함명을 붙여 전함으로 운용하였다. 1922년 팔렸으며 1924년 고철로서 폐기되었다.